# Orchestrella
Orchestrella là một chi nhện trong họ Sparassidae.